# Czesław Jakubowicz

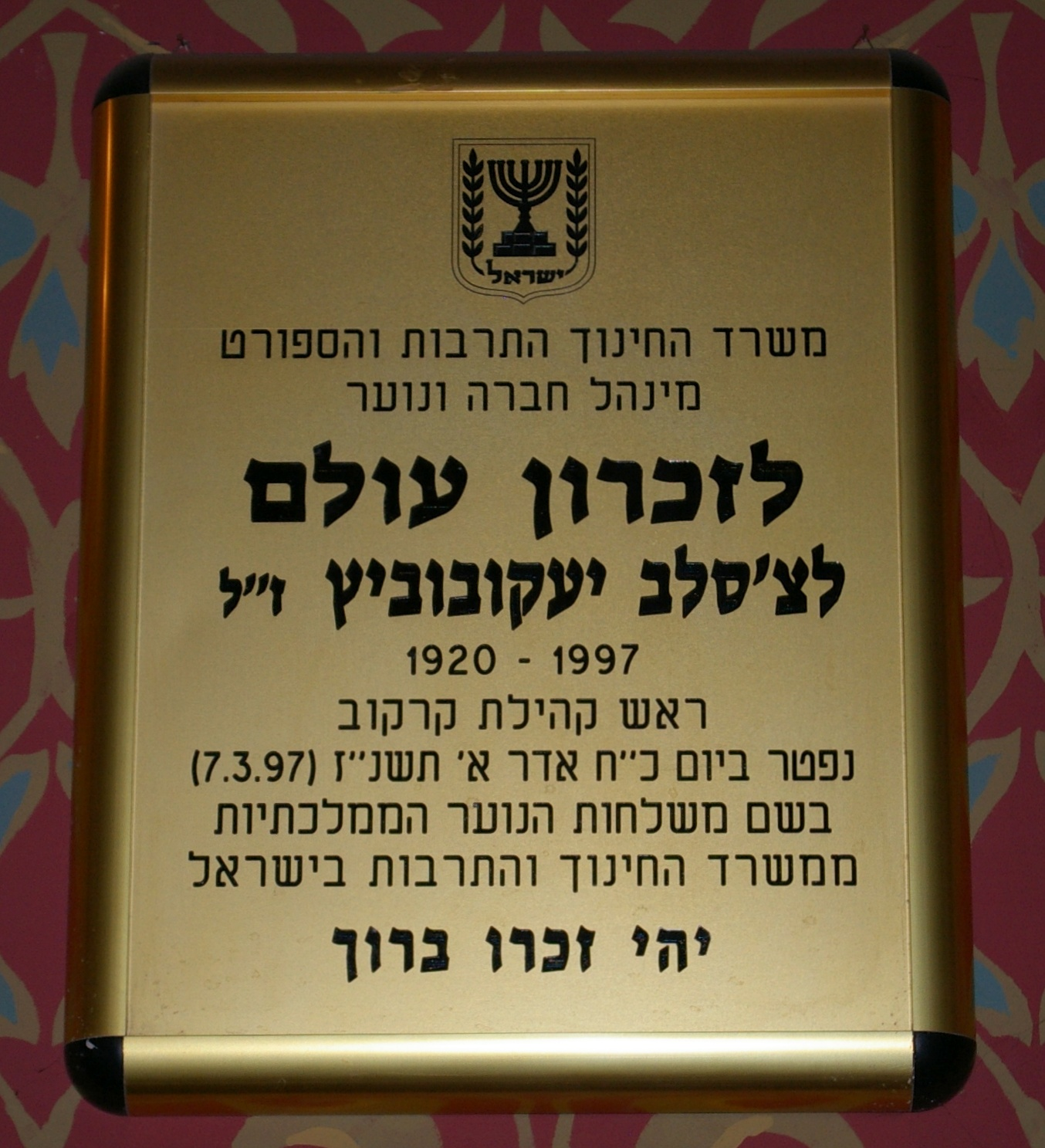
Tablica pamiątkowa w synagodze Tempel

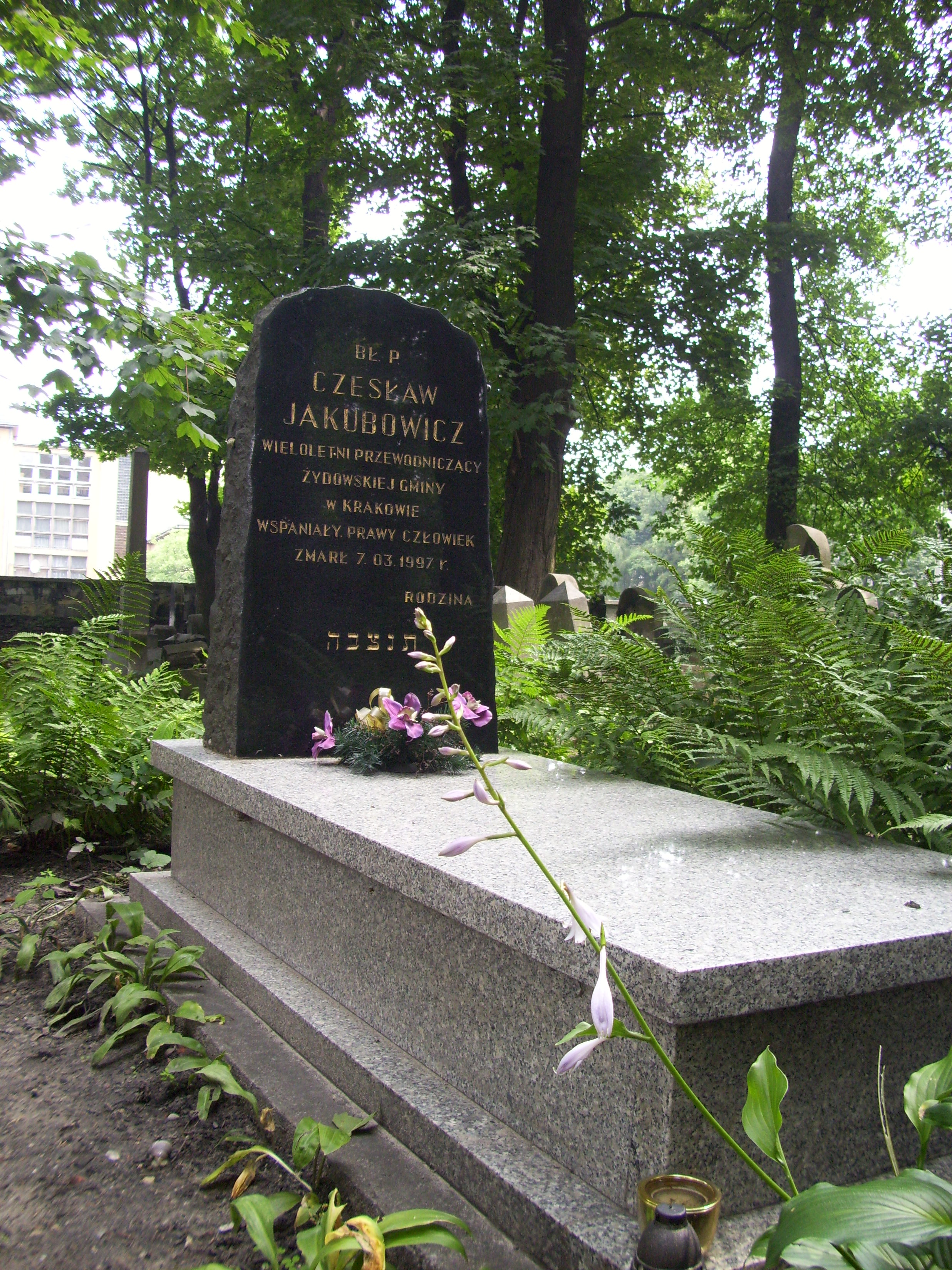
Grób Czesława Jakubowicza na nowym cmentarzu żydowskim w Krakowie

Czesław Jakubowicz (hebr. ציסלב יעקובוביץ; ur. 1920 w Krakowie, zm. 7 marca 1997 tamże) – polski działacz społeczności żydowskiej.

## Życiorys
Przed II wojną światową uczył się w Gimnazjum Hebrajskim w Krakowie. W latach 1979–1993 był przewodniczącym Kongregacji Wyznania Mojżeszowego, a w latach 1993–1997 Gminy Wyznaniowej Żydowskiej w Krakowie. Był bratankiem Macieja Jakubowicza (1911–1979) i kuzynem Tadeusza Jakubowicza (ur. 1939).
Pochowany został w alei głównej nowego cmentarza żydowskiego w Krakowie. W synagodze Tempel znajduje się tablica pamiątkowa, upamiętniająca jego postać.